# Skäftingeholmen

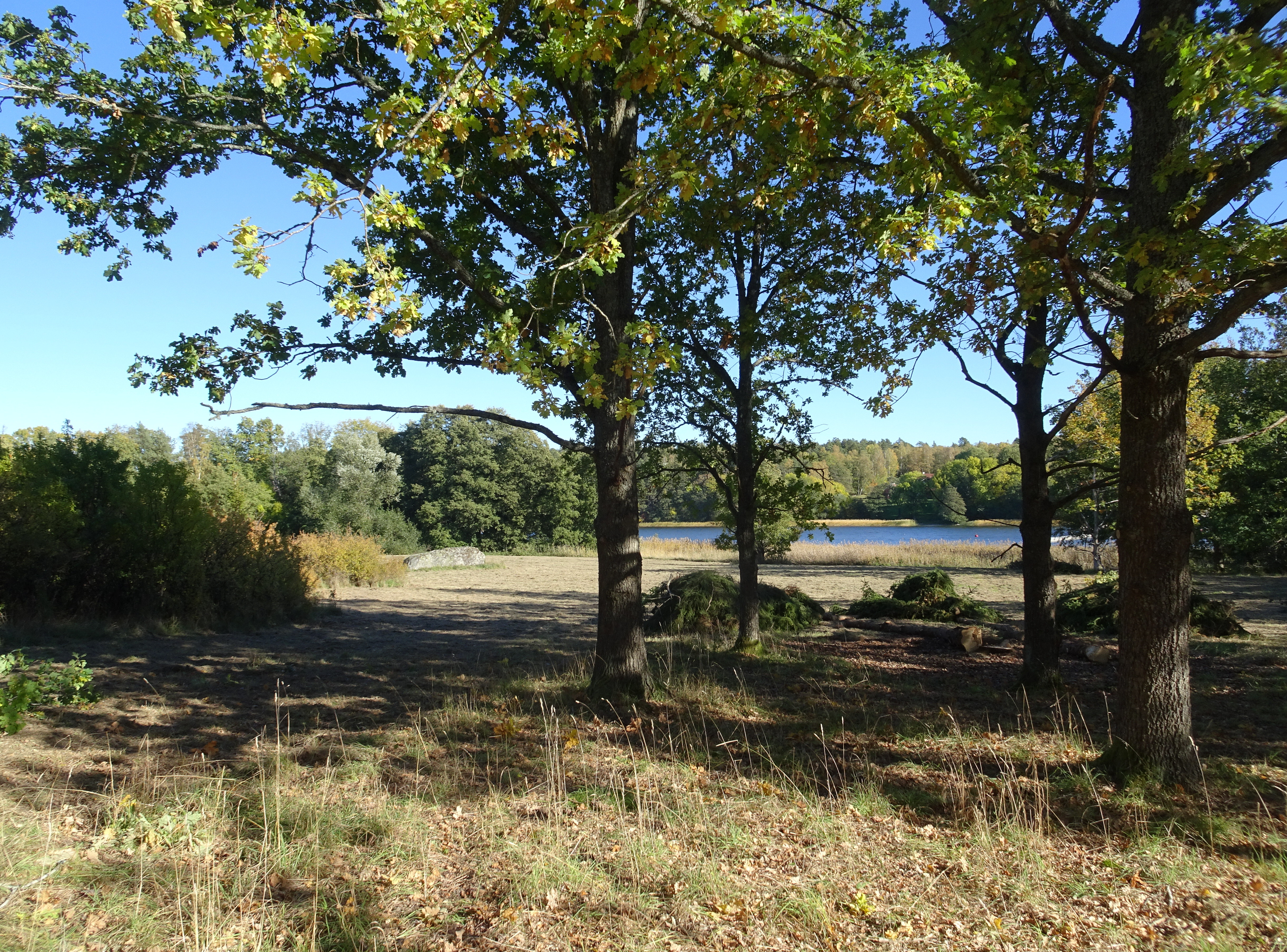
Skäftinges gamla torpplats och slåtteräng i oktober 2018.

Skäftingeholmen är en grupp av två öar i  Mälaren vid Görvälnsfjärden i Järfälla kommun. Till holmen hör, utöver huvudön, även den lilla ön Koffsan som utgör en holme i Skäftingesundet. På norra delen av Skäftingeholmen låg torpet Skäftinge och på södra delen av holmen låg redan på 1700-talet torpet Lövholmen. På Skäftingeholmen ligger sedan 1929 Görvälns vattenverk. Hela ön tillhör numera Kommunalförbundet Norrvatten, som är ägare till Görvälnverket.

## Geografi
Ursprungligen bestod Skäftingeholmen av flera öar, som genom landhöjningen förenades till en. Mellan öns norra och södra del existerar fortfarande en tydlig inbuktning som är en rest av ett tidigare sund. Skäftingeholmen har en area på 37,25 hektar och det kortaste avståndet till fastlandet är mindre än 200 meter. Sedan 1929 har Skäftingeholmen en broförbindelse med fastlandet. I sundet mellan Skäftingeholmen och fastlandet ligger två mindre holmar, den nordligaste holmen är Lilla Koffsan, den är mindre än 0,05 ha, och den sydligaste och större holmen, som är 0,25 ha, är Koffsan, till vilken Skäftingebroarna ansluter. 

## Namnet
På Gripenhielms Mälarkarta från 1689 heter ön Skiäfftingen och liknande namn står på andra kartor från den tiden. Namnet Skäftingen är bildat till skaft, det vill säga ”något utskjutande” och betyder detsamma som Skaftö. På den norra av de tre holmarna finns enligt Ståhle på äldre kartor en smal landremsa som förenar den med den mellersta ön. Landremsan måste tidigare ha varit en spetsig udde och har troligen varit "skaftet".

## Historia

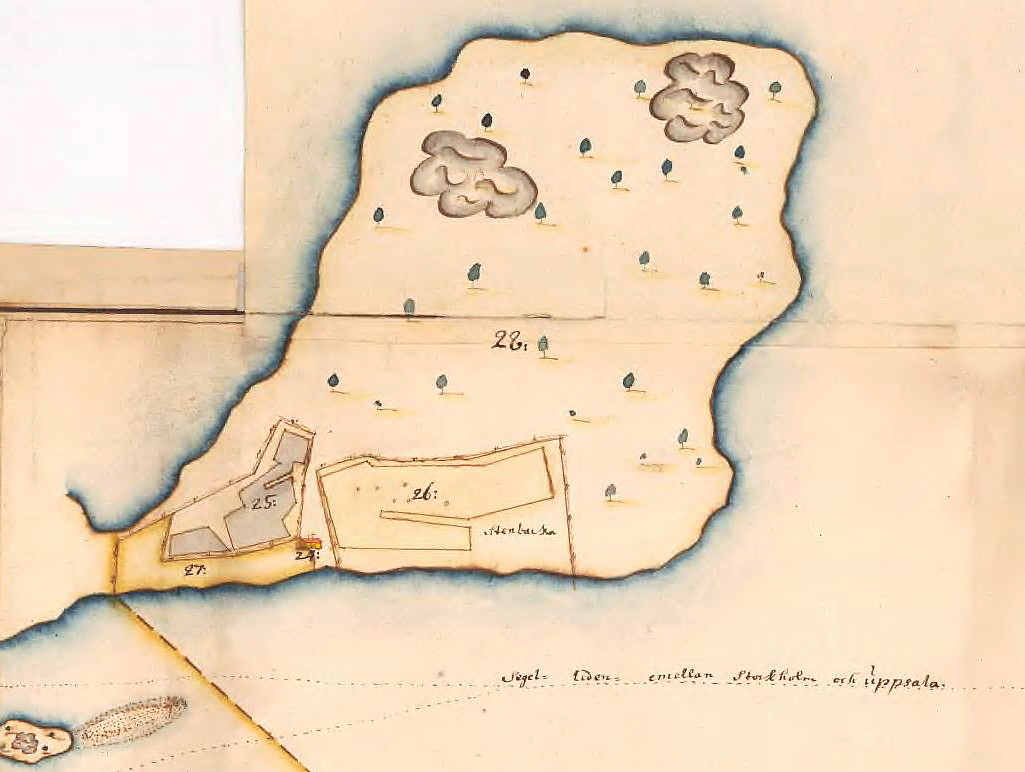
Del av karta över Görvälns säteri 1701 visande norra delen av Skäftingeholmen.

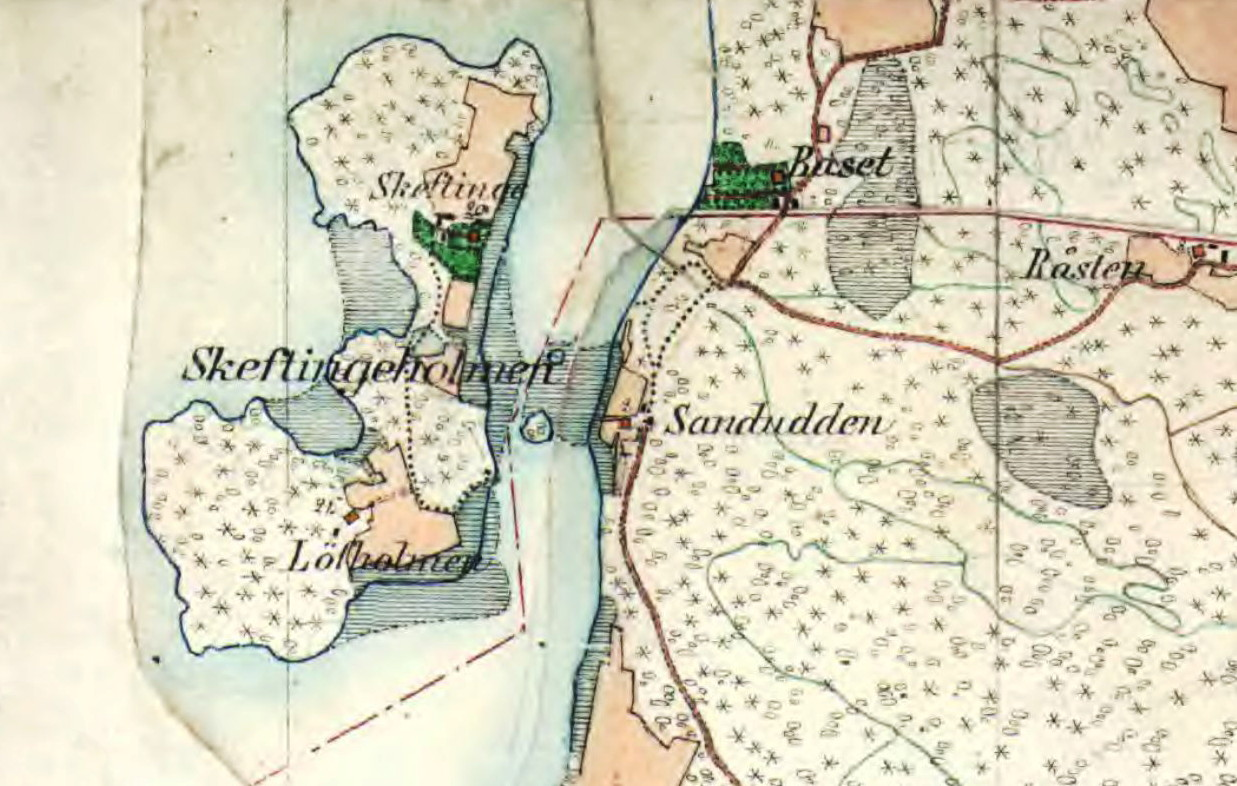
Skeftlingeholmen på Häradsekonomiska kartan omkring år 1900 med sina båda gårdar "Skeftinge" och "Lövholmen".

På 1600-talet fanns två mindre gårdar på ön: Norrgården, som senare fick namnet Skäftinge och Södergården som även kallas Lövholmen.

### Gården Skäftinge
Norrgården, som senare fick namnet Skäftinge eller Skeftinge, låg på den norra delen av ön och tillhörde Görvälns säteri. Stället är omnämnt som torp 1616. Den siste som bodde på Skäftinge var Johan Arvid Jansson, vilken arrenderade gården i 51 år, 1899-1950. Husen har sedan rivits eller bränts ner av brandkåren. Idag finns bebyggelselämningar bestående av sex husgrunder och en gråstenskällare i ett område om cirka 150x130 meter. Torpets slåtteräng har röjts av vattenverket och gamla fruktträd finns bevarade.

### Gården Lövholmen
På södra delen av Skäftingeholmen, som bar och fortfarande bär namnet Lövholmen, är den andra bebyggelseplatsen. Först under 1820-talet börjar denna plats kallas för Lövholmen.  Det var i samband med nybebyggelse då hemmanet Vam 1825 lades ut här. Men denna plats hade emellertid varit bebyggd avsevärt tidigare. I kyrkans bänklängd från omkring 1650 upptogs samtidigt med Norrgården i Skäftinge även Södergården i Skäftinge, som med all säkerhet avser denna plats. På kartor från 1651, 1671 och omkring 1690 finns tecken för gård också på den södra delen av Skäftingeholmen. I mantalslängderna 1653 och 1695-1710 upptas med något undantag två torpare på Skäftinge av vilka den ene sannolikt är att hänföra till bebyggelsen på öns södra del. Lilla Skäftinge finns upptaget i födelse- och dopboken 1707 och 1709 samt i död- och begravningsboken 1708 och den bebyggelsen avser också bebyggelsen på Skäftingeholmens södra del.
Beteckningen Stora Lövholmen användes en tid för Skäftingeholmens södra del till dess att Lövholmen på Koffsan försvinner. Bebyggelsen får då namn efter Lövholmen på holmen Koffsan, ett namn som de har gemensamt till in på 1840-talet. Därefter har beteckningen Lövholmen varit den vanliga tillsammans med Vam, som platsen även börjar kallas, eftersom detta hemman 1825 flyttats ut på Skäftingeholmen.

### Skäftingesundet
Enligt äldre kartor gick den viktiga segelleden Stockholm-Uppsala här i sundet. Redan 1666-1667 inrättade man en reguljär sjöförbindelse för posttransport tre dagar i veckan. År 1822 var det dags för ångbåtstrafik och tre till fyra hjulångare sattes i trafik. Vid 1800-talets början lades leden i stället väster om, det vill säga utanför, Skäftingeholmen. När sedan den första bron till Koffsan och Skäftingeholmen byggdes 1928 var det definitivt slut för båttrafiken och endast småbåtar kunde ta sig fram i sundet. Via bron drogs även den stora vattenledningen från vattenverket till fastlandet. Den äldre bron har en körbana av plank. På 1990-talet byggdes ytterligare en bro, parallellt med den första. Den nya är en betongkonstruktion med körbana av asfalt, den äldre är idag gång- och cykelbro.

### Ön Koffsan

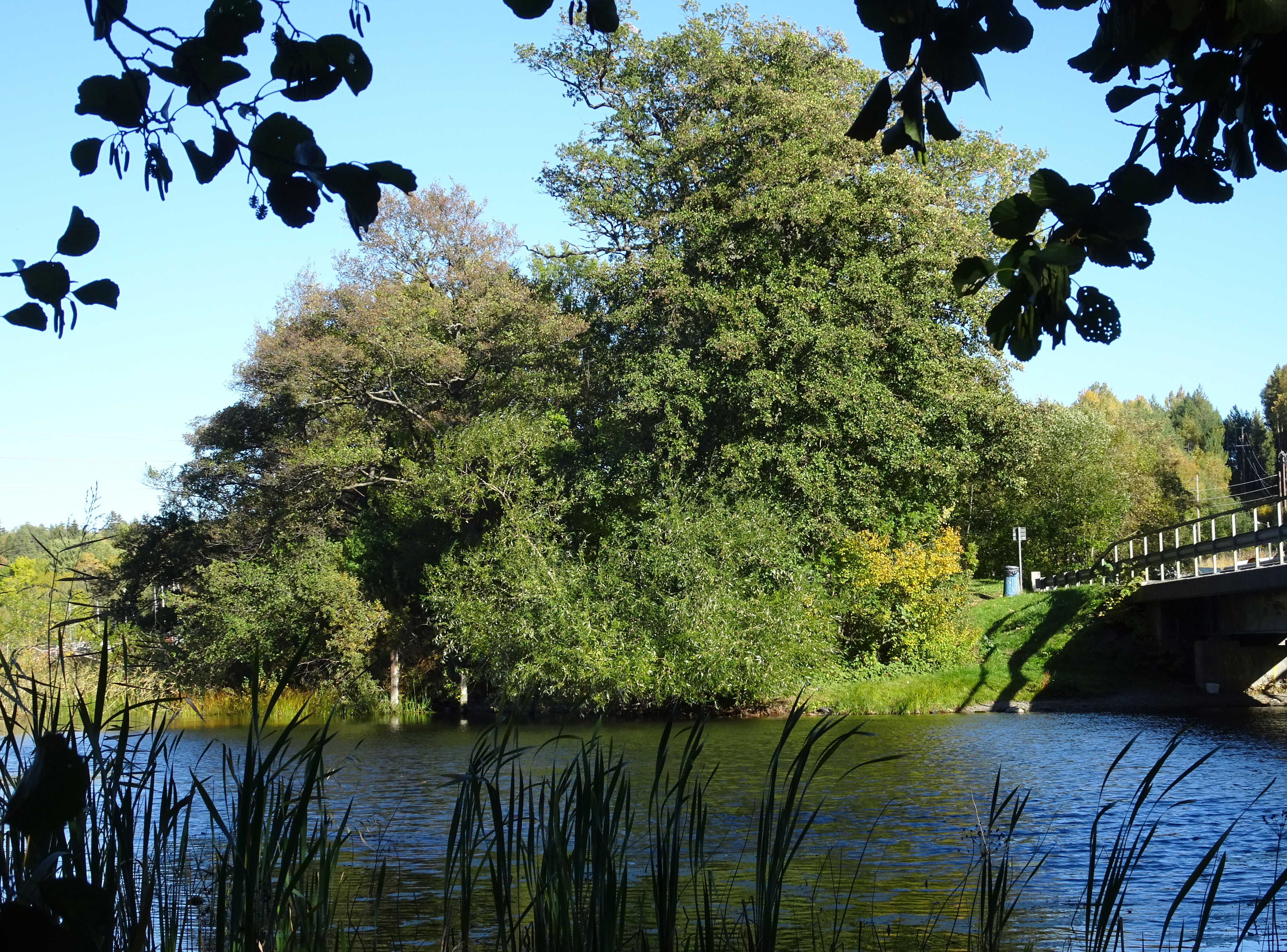
Ön Koffsan i oktober 2018.

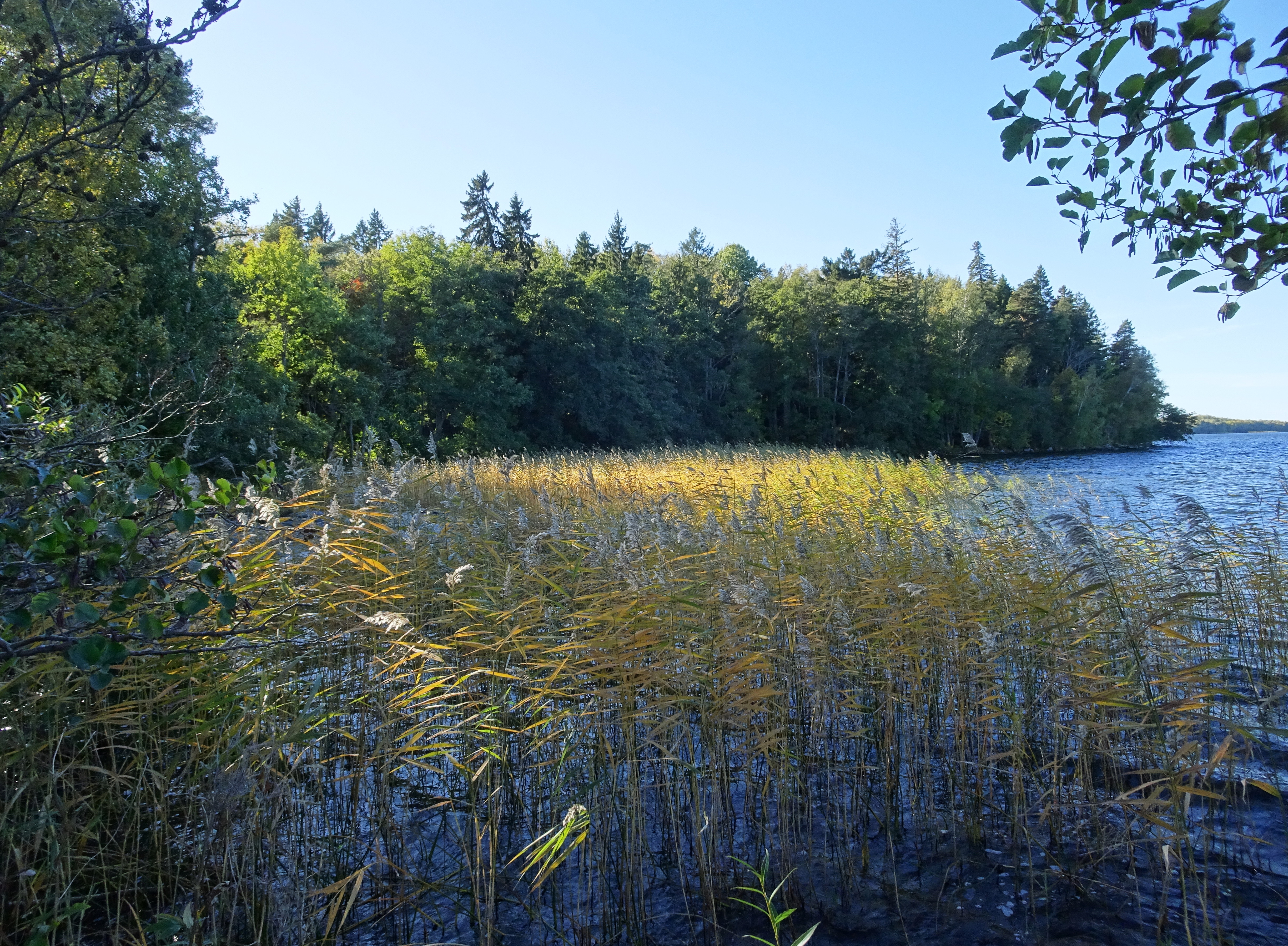
Skäftingeholmens norra udde, 2018.

Ön Koffsan (ibland stavat Kofsan) ligger i Skäftingesundet öster om Lövholmen/Skäftingeholmen. På ön finns en husgrund med otydlig begränsning, markerad med enstaka stenskoning i västra hörnet och öster därom. I det inre finns ett spisröse av sten, tegelflis och jord. På ön växer stora ekar och små lövträd och buskar. Den lilla ön finns noggrant beskriven av Carl von Linné, som på midsommarafton 1731 gjorde en anhalt där under en sjöresa mellan Uppsala och Stockholm. År 1651 fanns en krog på Skäftingeholmens södra del och på 1710-talet flyttades den till Koffsan. Krogen kallades Lövholmen, senare Viksjö krog. "Koffsan" är ett namn på mindre naturlokaler, särskilt i Mälarområdet och kan antas innehålla ett ord för "yvig växtlighet".

### Linnés beskrivning av Koffsan
Carl von Linné konstaterar att denna lilla ö Koffsan, eller Lilla Skäftinge, i sjön Mälaren "emillan Giörwälen och Löfstadfiälen" är till formen rund och ovanpå konvex till 3 à 4 alnars höjd över vattnet. Jordmånen är mager, med grus eller små klapper. Träden är tämligen höga. Linné berättar hur han går fram och tillbaks över ön, väntandes allenast en aln från förra vägen "nästan på samma sätt som man plöjer" och hur han hela tiden samlade blad av alla växter han såg. Han hann precis bli klar och hade samlat 80 växter, då en vind steg upp och skepparen kommenderade ombord. Att växtligheten är så rik på denna lilla ön är säkert ett skäl till att Linné gärna landsteg där. 
Därefter skrev Linné en Koffsa-flora, (Flora Kofsoensis) som finns bevarad dels i en latinsk originalversion i London, dels i en svensk version i avskrift i Uppsala. Genom den känner vi till vilka växter han träffade på. Före uppräkningen av de funna växtarterna har Linnaeus en kort beskrivning av själva holmen Koffsan, om öns beskafenhet och av de två hopbyggda stuvorna. Om bebyggelsen på holmen säger han (i den svenska versionen): "Hus äro på samma Ö, allenast 2 hopbygde stufwor, i hwilken en Gumma satt och sålde sjöfolket dricka, dessutom war ej minsta hus mer än ett – Cloace." Däremot har vi ingen konkret kännedom om vilka föremål som funnits i sjökrogen. Detta korta strandhugg i Järfälla resulterade alltså i en dokumentation som han kallade "Flora Kofsoensis".

## Dagens bebyggelse
Bebyggelsen som nu finns på Skäftlingeholmen härrör från 1900-talet. Ett tidigare fiskartorp, som numera är bostad för personal vid Görvälnverket, uppfördes omkring år 1904. Huset är traditionsenligt byggt i 1½ plan med fasader klädda av rödfärgad locklistpanel, vita knutar och omfattningar. Till den tidigare torpbebyggelsen hörde också en jordkällare och ett timrat uthus.
År 1926 bildade Stocksund, Sundbyberg och Hagalund i Solna ett kommunalförbund för gemensam vattenförsörjning. Samma år inköptes helan ön och på Lövholmens nordvästra udde uppförandes Görvälnverket som efter tre år byggtid invigdes 1929.

## Bilder

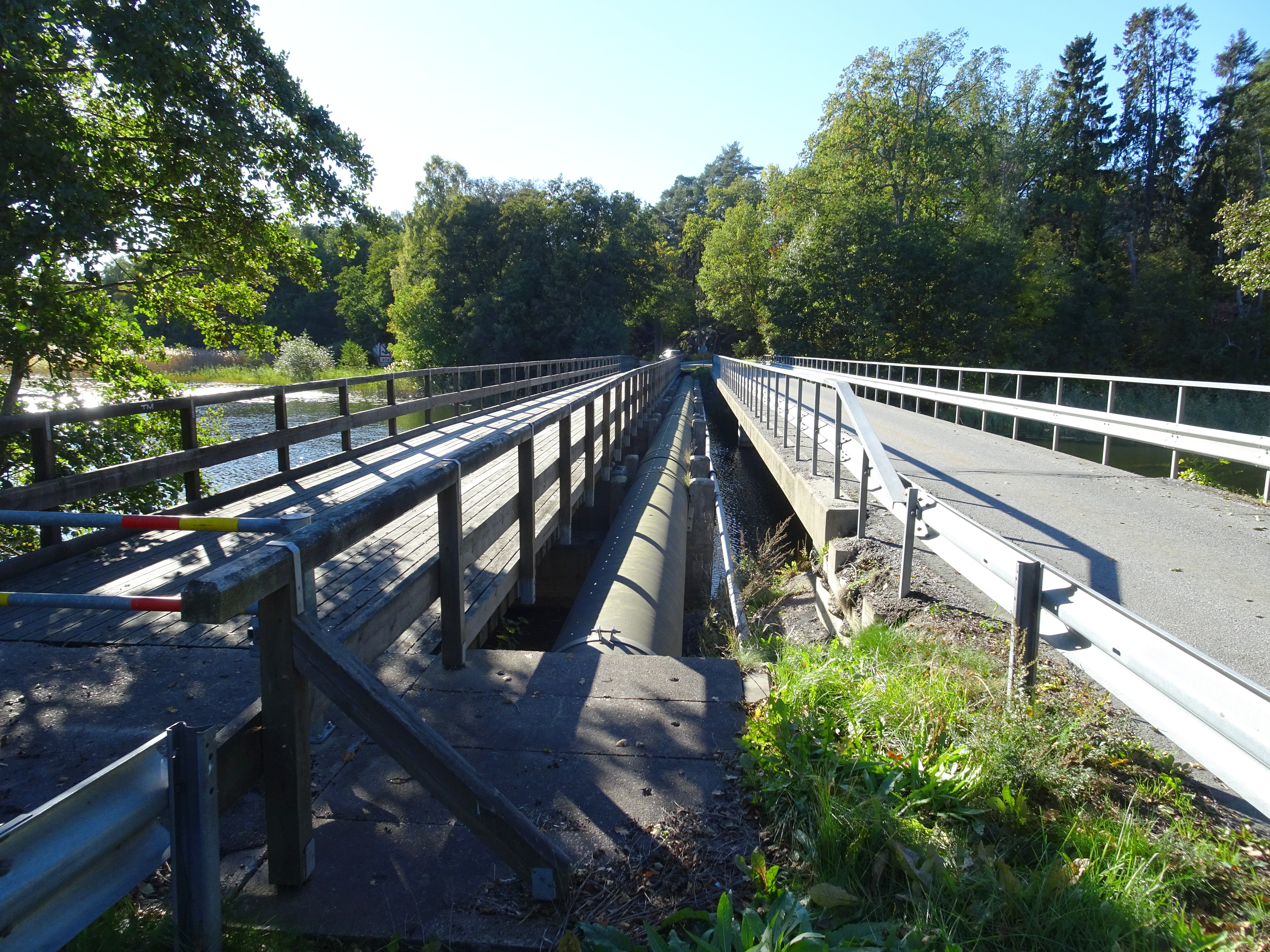
Broarna och vattenledningen från Skäftingeholmen.
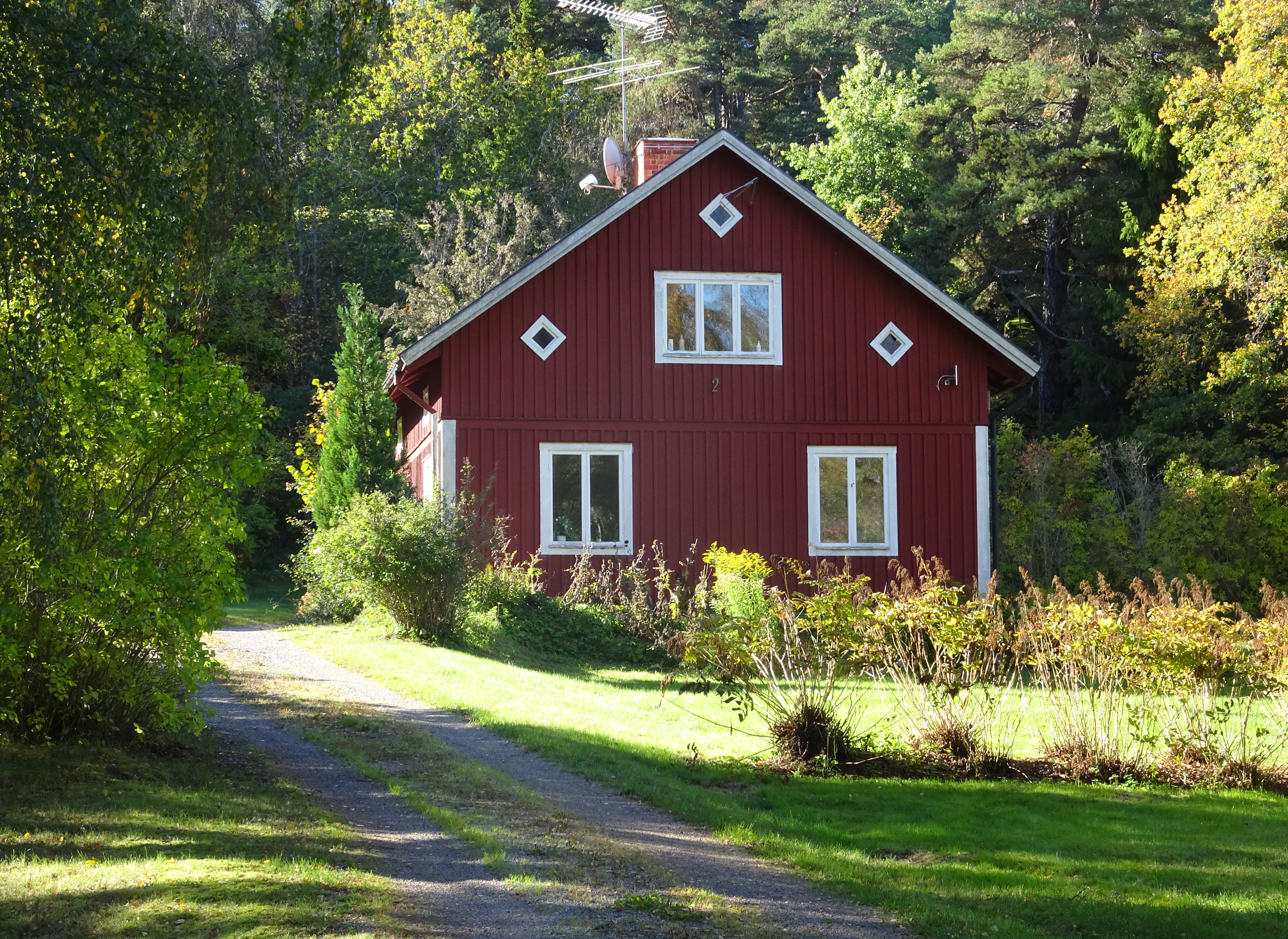
Vattenverkets personalbostad.
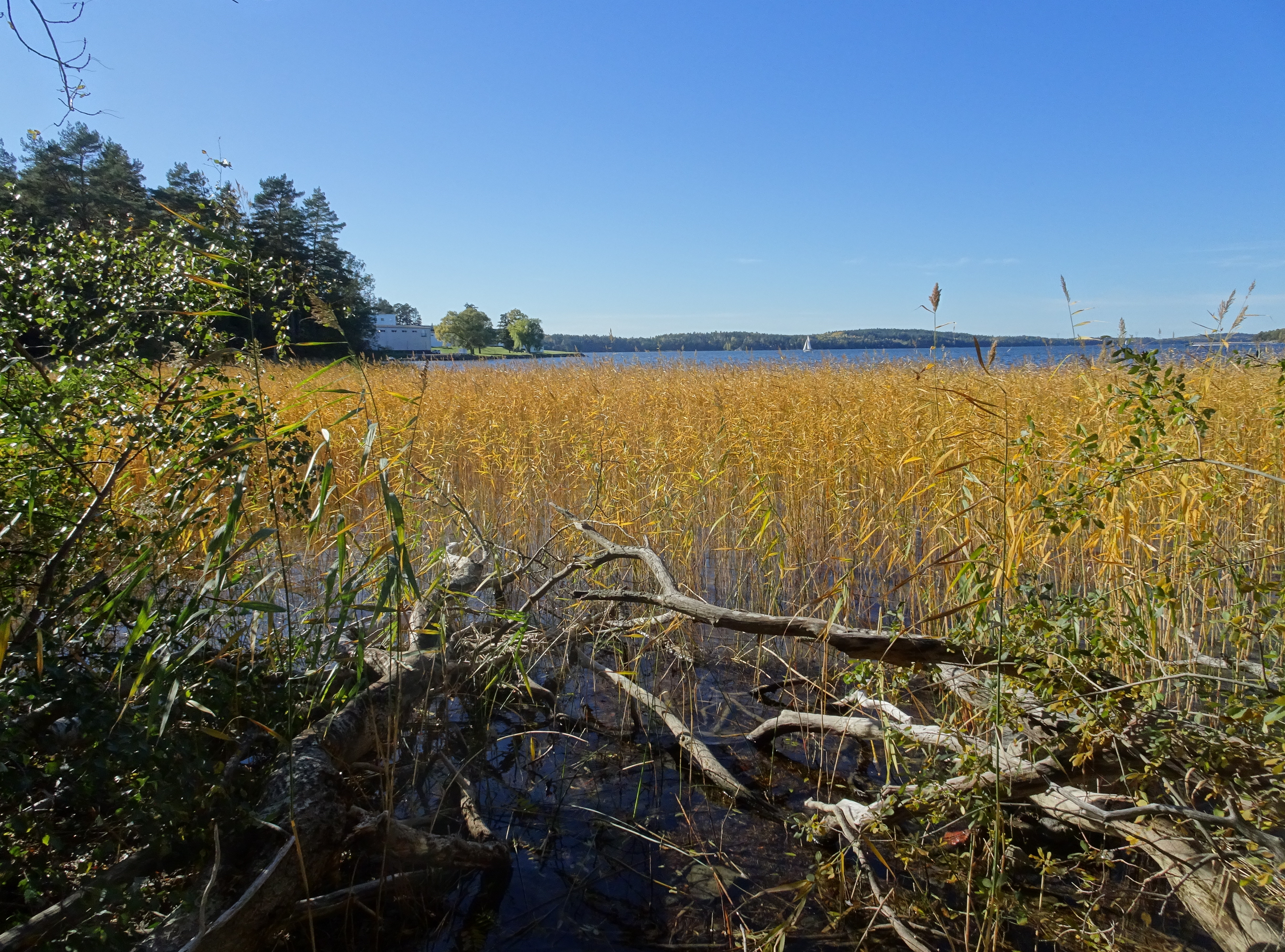
Vy över Lövholmen med vattenverket i bakgrunden.
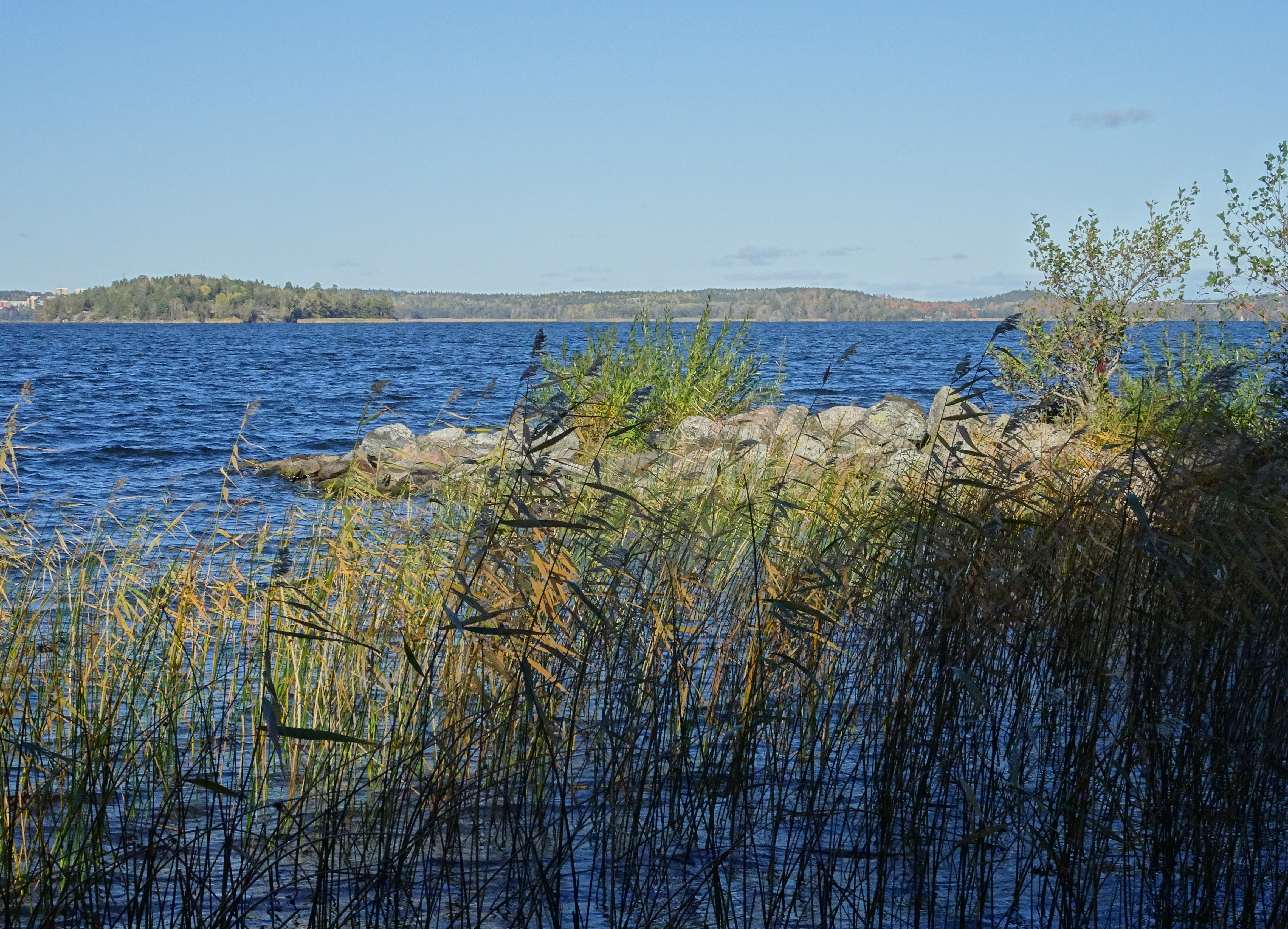
Skäftingeholmen, norra udde.
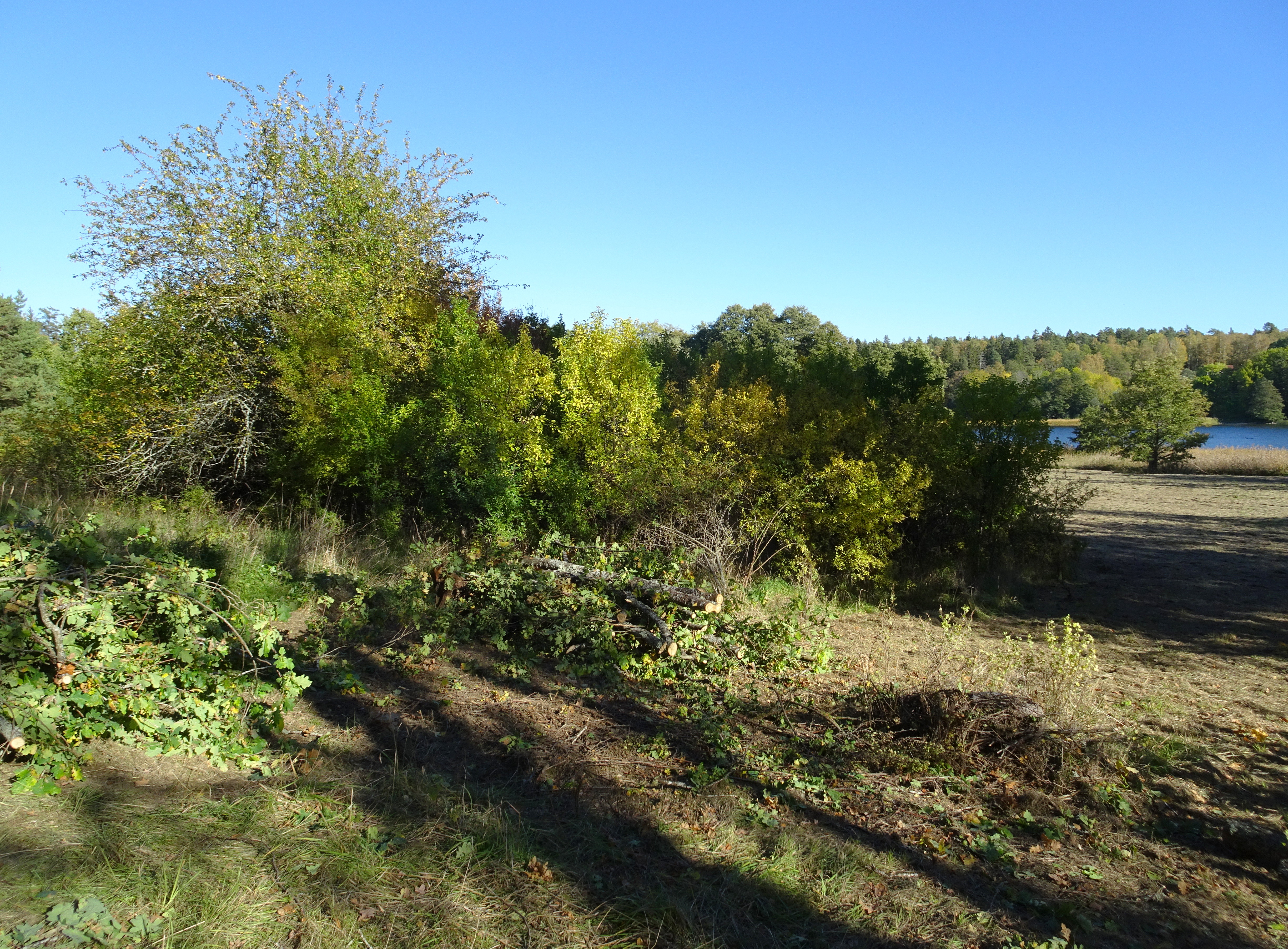
Äppelträd vid Skeftinge gamla torpplats.